# فرودگاه گوسپ
فرودگاه گوسپ (به انگلیسی: Gusap Airport) یک فرودگاه همگانی با کد یاتا GAP است که یک باند فرود آسفالت دارد. این فرودگاه در کشور پاپوآ گینه نو قرار دارد .